# 健康素養

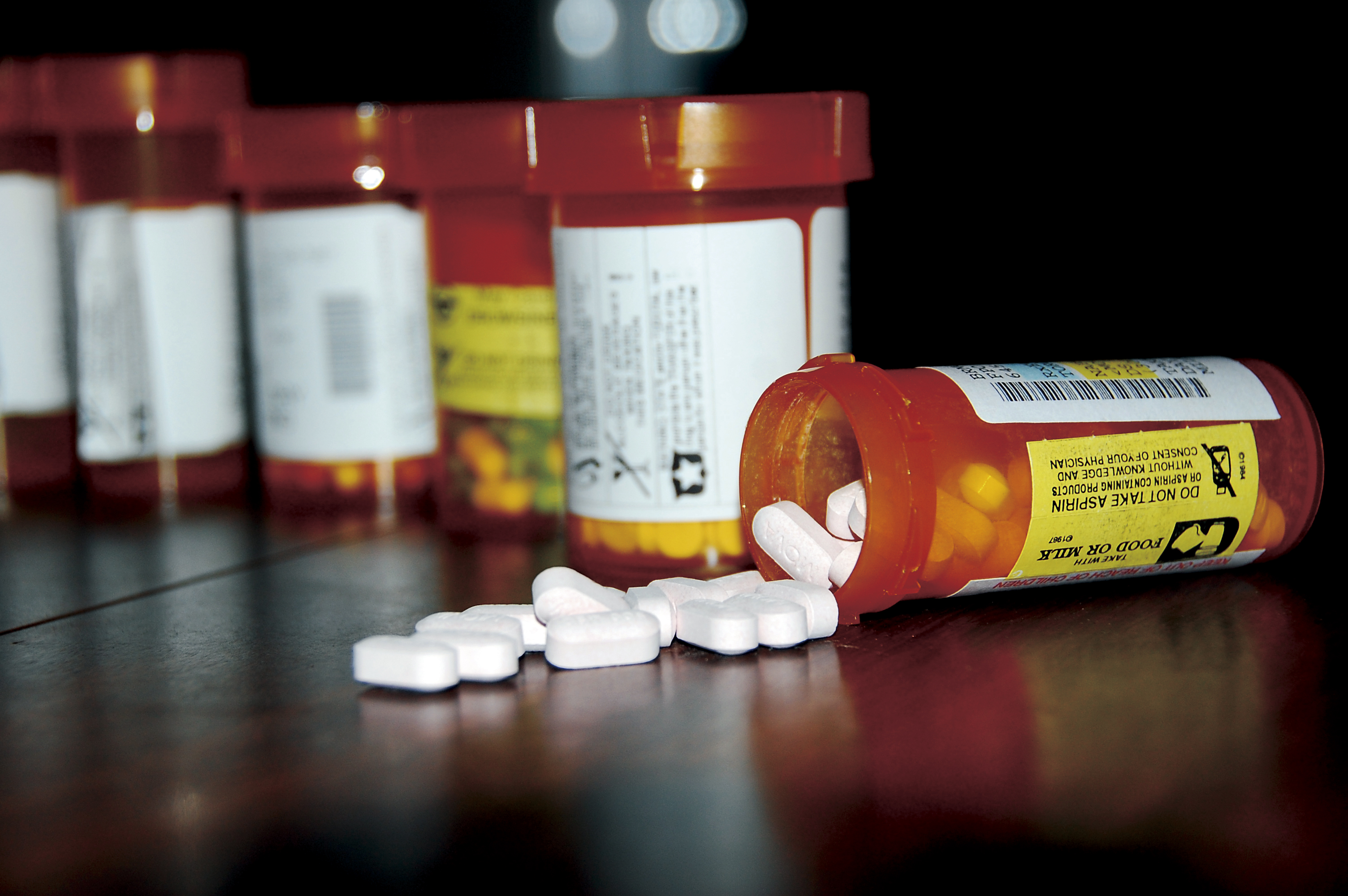
有能力閱讀並且理解藥品說明就是健康素養中的一種

健康素養（Health literacy）也稱為健康識讀，是有能力獲得医疗卫生資訊，並且閱讀、理解，進而應用此資訊來進行健康相關的決定，也可以依照指示接受治療。有許多有關健康素養的定義。
健康素養是造成健康差距的主要因素之一，越來越受到衛生專業單位的重視。美國教育部在2003年舉辦的全國成人素養評估（National Assessment of Adult Literacy, NAAL）中發現，36%的參與者在健康素養上的程度是「初級」及「初級以下」，其結論是有八千萬美國人的健康素養不足。這些人在執行日常和健康有關的事務上（例如讀處方藥物的標籤說明）有困難。許多因素會影響健康素養。不過以下的因素，比較容易有健康素養不足的風險：年齡（特別是病患超過65歲）、英语能力不足、教育程度較低、社會經濟地位較低。健康素養較低的病患比較不瞭解其疾病以及相關治療，其健康情形一般也比較不好。
針對健康素養不足的患者，有許多方式可以提昇其健康行為，例如和他們對話時，簡化資訊以及描述、避免使用行話、使用回覆示教的方式（和病患說明注意事項後，請病患用自己的話再說一次）、鼓勵病患問問題等，美國在2010年時，有做過調查，18歲及18歲以上的成人中，表示他們在就醫時，醫護人員會詳細說明，讓他們可以理解的比例有60.6%，這個比例從2007年到2010年上昇了1%。美国卫生及公共服务部提出的Healthy People 2020計劃將健康素養列為要推動新主題之一，目標是在往後的十年內可以提昇健康素養。
社會整體有責任提升健康素養。更重要的，提升健康素養需要醫療及公衛專業人士及系統的參與。

## 來源
- Hayat T. Z., Brainin E., Neter E. . Journal of Medical Internet Research. 2017, 19 (3): e98. PMC 5391437 . PMID 28360024. doi:10.2196/jmir.6472.
- Nutbeam D. . Health Promotion International. 2000, 15 (3): 259–267. doi:10.1093/heapro/15.3.259.
- Pleasant, A.; Kuruvilla, S., , Health Promotion International, 2008  [Feb 28, 2008], （原始内容存档于2008-10-07）
- Ratzan S. C. . Health Promotion International. 2001, 16 (2): 207–214. doi:10.1093/heapro/16.2.207.
- Rootman, I., & Wharf-Higgins, J.,  (PDF) (18), WellSpring: 4, 2007  [2021-08-29], （原始内容 (PDF)存档于2022-01-25）
- . health.gov. July 24, 2008  [2019-09-19]. （原始内容存档于2018-06-11）.
- Rudd, R., Moeykens, B. Colton, TC. (1999) Health and literacy: A review of medical and public health literature. In J. Comings, B. Garners, & C. Smith, eds. Annual Review of Adult Learning and Literacy, Volume I. New York, NY: Jossey-Bass.
- Zarcadoolas C., Pleasant A., Greer D. . Health Promotion International. 2005, 20 (2): 195–203. PMID 15788526. doi:10.1093/heapro/dah609.
- Zarcadoolas, C., Pleasant, A., & Greer, D. (2006). Advancing health literacy: A framework for understanding and action. Jossey-Bass: San Francisco, CA.

## 外部連結
- Health literacy course and materials based at Harvard University led by Rima Rudd （页面存档备份，存于）
- Health Literacy Discussion List （页面存档备份，存于）
- Health and Literacy Special Collection （页面存档备份，存于）